# Cassipourea flanaganii
Cassipourea flanaganii là một loài thực vật có hoa trong họ Rhizophoraceae. Loài này được (Schinz) Alston mô tả khoa học đầu tiên năm 1922.